# Famille de Beaussier
 (mai 2019).
Si vous disposez d'ouvrages ou d'articles de référence ou si vous connaissez des sites web de qualité traitant du thème abordé ici, merci de compléter l'article en donnant les références utiles à sa vérifiabilité et en les liant à la section « Notes et références ».
Pour les articles homonymes, voir Beaussier.
La famille de Beaussier olim Beaussier est une famille subsistante de la noblesse française.

## Histoire
D'après Henri Jougla de Morenas : « Noble Beaussier, seigneur de Six Fours, laissa de Marguerite Isnarde; Venturon, Ecuyer, allié en 1617 a Marthe Audibert qui lui donna: Vincent Beaussier, Ecuyer, qui épousa en 1659 Marguerite Daniel ».
Le 13 mai 1697, Vincent Beaussier de Six-Fours, maître d'équipage à Toulon, fait enregistrer ses armoiries à l'Armorial général d'Hozier : « D'azur à un coq d'or perché sur une coquille renversée et surmontée de trois étoiles de même, rangées en chef »,
Gustave Chaix d'Est-Ange écrit qu'il n'y a pas de preuves pour rattacher cette famille à une autre famille du même nom qui avait été noble au Moyen Âge dans cette même province. 
Sur la famille actuelle, il cite une branche éteinte qui était issue de Félix Beaussier, de Toulon, capitaine des vaisseaux du roi et chevalier de Saint-Louis en 1693. Celui-ci fut condamné comme usurpateur de noblesse puis maintenu noble en 1700 par le parlement de Provence et en 1706 par l'intendant de cette province sur preuves de 1560.
La branche subsistante de la famille de Beaussier a été anoblie dans la deuxième moitié du XVIIIe siècle par le grade de chef d'escadre de l'un des siens (édit militaire de 1750).

## Personnalités
- André Beaussier de Châteauvert (1698-1774), chef d'escadre, chevalier de Saint-Louis, fils du précédent.
- Louis-Joseph de Beaussier de l'Isle (1701-1765), chef d'escadre, chevalier de Saint-Louis, frère du précédent
- Louis-André de Beaussier de Châteauvert (?-1789), chef d'escadre, chevalier de St-Louis, fils du précédent

- Louis François Emmanuel Beaussier (1748-1837), capitaine de vaisseau en 1792, contre-amiral honoraire en 1816

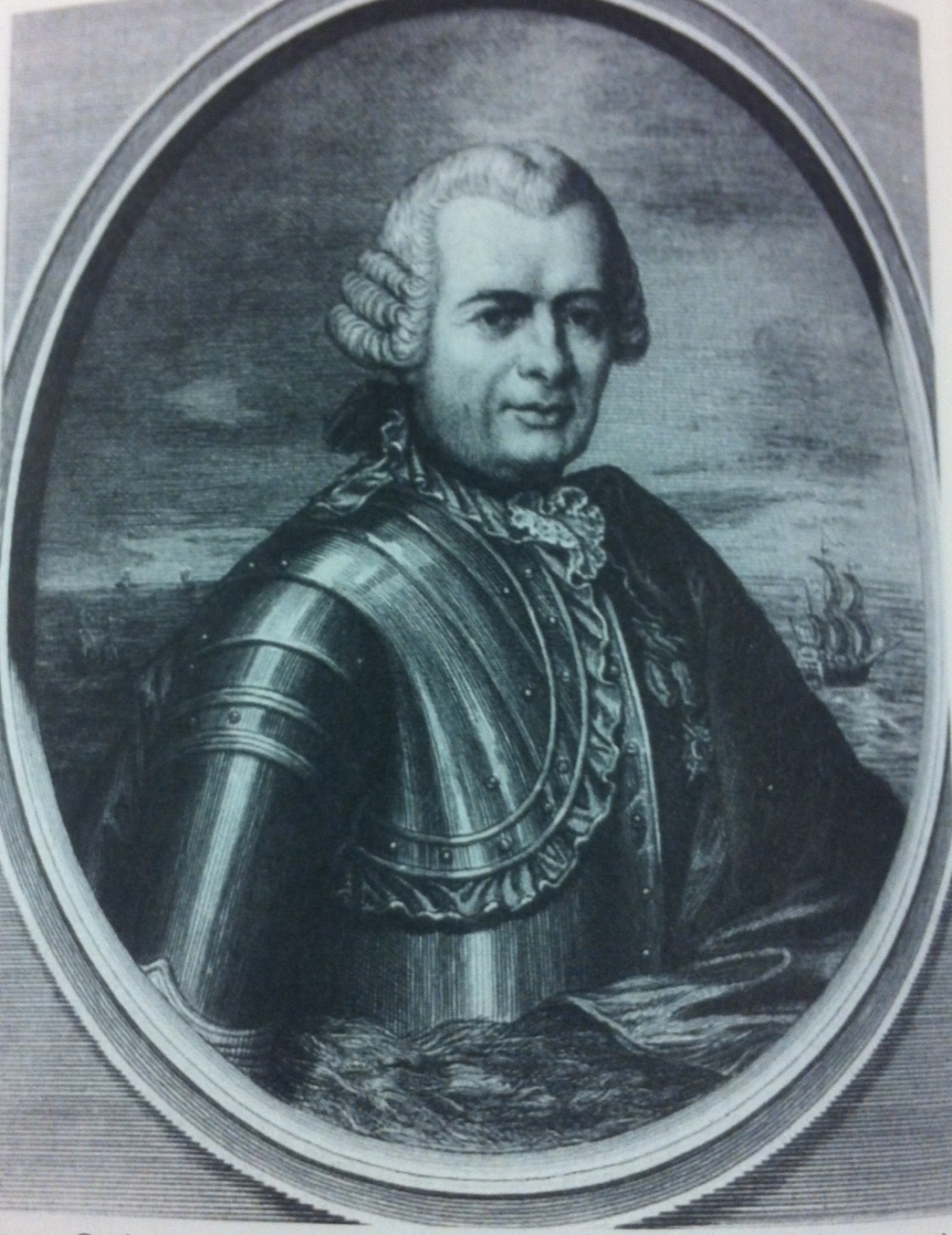
Louis-Joseph de Beaussier de l'Isle (1701-1765), chef d'escadre, chevalier de Saint-Louis

## Héraldique
Louis Beaussier, enseigne de Marine est recensé dans l'armorial général de 1696 avec les armes d'Azur au coq d'or barbé et crêté de gueules, une coquille d'argent en pointe et trois étoiles de même en chef. Tous les Beaussier subsistants sont des descendants de Louis.
Vincent Beaussier, son père, maître d'équipage au port de Toulon porte les mêmes armes.
Félix de Beaussier, écuyer, chevalier de l'ordre militaire de Saint Louis, pensionnaire et capitaine de Vaisseau du Roy est recensé dans l'armorial général de 1696 avec les armes d'Azur à trois coquilles d'or (On note que les coquilles ont des oreilles).